# Khayr al-Dīn Barbarossa
Khayr al-Dīn Barbarossa, detto in ambiente italico Ariadeno o Aricodemo Barbarossa, conosciuto anche come Haradin, Kaireddin e Cair Heddin (Mitilene, 1478 – Costantinopoli, 1546), è stato un corsaro e ammiraglio ottomano, Bey di Algeri e di Tlemcen, nonché comandante della flotta ottomana.

## Biografia
Nato a Mitilene, sull'isola di Lesbo, dall'albanese musulmano Yakup Ağa e dalla greca Catalina, vedova d'un prete ortodosso, fu chiamato con il nome di Hızır ed ebbe tre fratelli: Ishak, Elias e ʿArūj (anch'egli, poi, soprannominato il "Barbarossa"). Esercitò fin dalla gioventù la guerra di corsa nelle isole greche non ottomane, finché le galee dei Cavalieri di Rodi posero fine alla sua attività al largo dell'isola di Creta, in un combattimento in cui cadde ucciso il fratello Elias e il fratello ʿArūj venne fatto prigioniero.
Barbarossa militò quindi nella squadra del Camali insieme al fratello ʿArūj. Quando questi si ammutinò sulla galea in cui era imbarcato uccidendone uno dei proprietari, a Barbarossa venne dato il comando del brigantino che viaggiava al seguito. Questo episodio gli consentì di accumulare una grossa fortuna in denaro.
Si narra di scorrerie da lui compiute ad Adalia e della conquista dell'isola di Gerba, trasformata poi in base per le sue spedizioni. Si trasferì poi a Tunisi, accordandosi con il suo sovrano hafside Abū ʿAbd Allāh Muḥammad. Barbarossa devastò molte coste del Mar Mediterraneo, in particolare quelle comprese nella zona di Diano Marina, in Liguria, ma anche di Reggio Calabria (1512), in Andalusia (tornata cristiana), a Lipari e a Tindari.
Nel 1516 si impossessò di Algeri, strappandola agli Spagnoli, della quale divenne il signore (vedi Presa di Algeri (1516)). Nello stesso anno viene attaccato dalla flotta della Repubblica di Genova nel porto di Tunisi: sconfitto, è costretto a rinchiudersi entro le mura della città, perdendo il forte di La Goletta e diverse galeotte. Dopo di allora, la sua azione si concentra sulle coste del Nordafrica, fra Algeria e Tunisia.

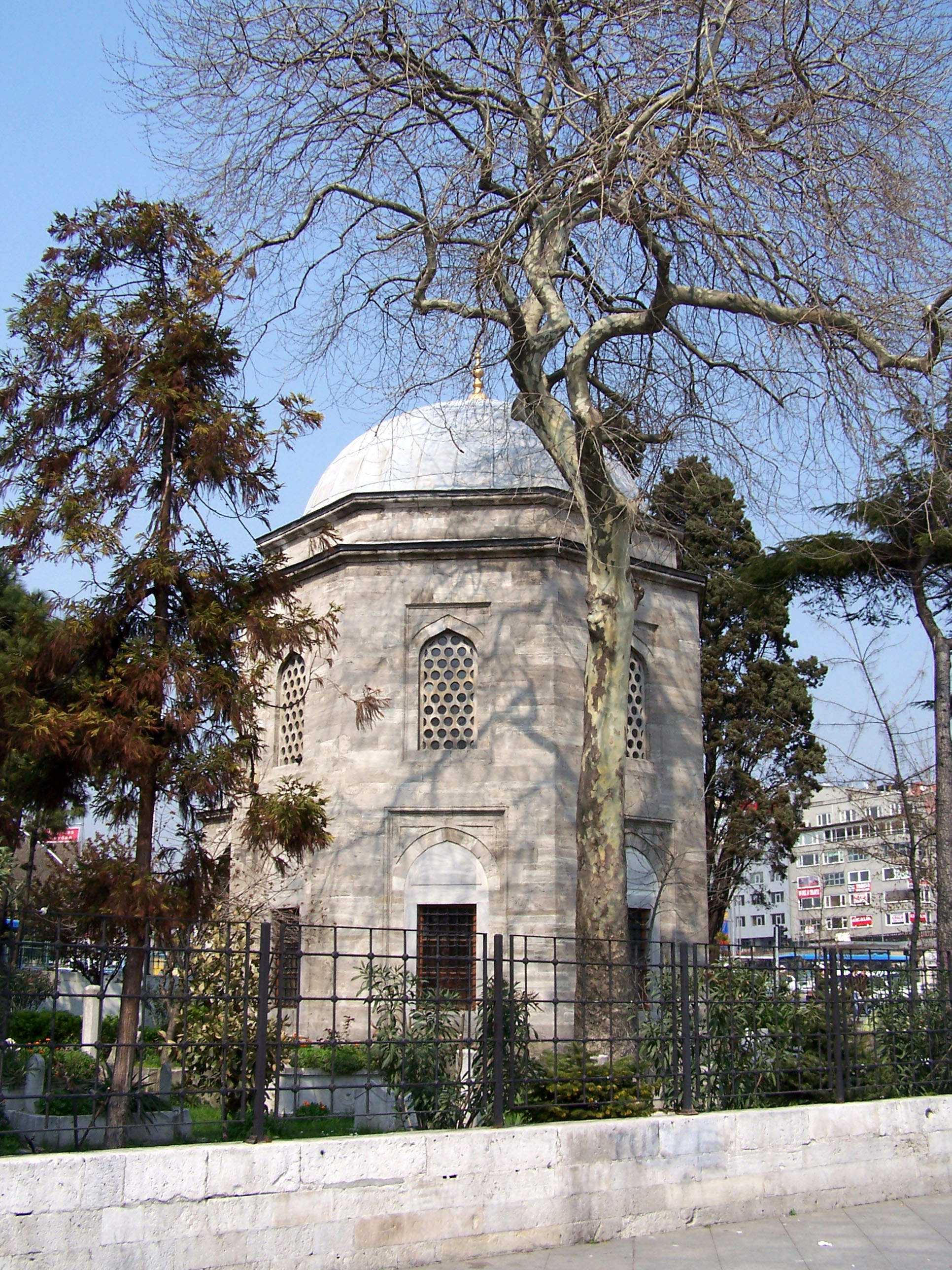
(Istanbul), Türbe del Barbarossa

Nel 1526, attacca nuovamente Reggio Calabria ma subì lo scacco da parte dei reggini. Si rivolge allora contro Messina e, superato il Faro di Messina, attacca la fortezza sul porto. In cerca di altri bottini risalì la penisola italiana, ma davanti a Piombino viene affrontato e costretto alla fuga da Andrea Doria, alla guida di una flotta composta da navi pontificie e da alcune galee dei Cavalieri di Malta. Barbarossa diviene dopo il 1533 l'indiscusso ammiraglio (qapudàn-i derya) della flotta ottomana.
Nell'estate del 1534 compie una terribile incursione sulle coste tirreniche alla testa di 82 galee: sbarchi e saccheggi si registrarono a Cetraro, San Lucido (900 prigionieri), Capri, Procida e Gaeta. Approdato a Sperlonga, e messo a ferro e fuoco il territorio circostante e la stessa città, tenta addirittura di rapire Giulia Gonzaga, vedova di Vespasiano Colonna e celebre per la sua bellezza, per farne dono al sultano Solimano I, ma questa riuscì a rifugiarsi rocambolescamente a Campodimele. Il borgo di Fondi, da cui Giulia era fuggita, viene saccheggiata per 4 giorni, poi è la volta di Terracina e finalmente, riempite le navi di schiavi e di bottino, si dirige verso la Tunisia dove conquista Biserta e Tunisi, a danno del sultano Moulay Hassan.
La reazione non si fa attendere. Nel 1535, Carlo V arma una flotta di 82 galee e 200 vascelli galee e la affida a Andrea Doria che riconquista Tunisi, ottenendo, dopo un saccheggio di due giorni, 10000 schiavi.
Barbarossa però, avendo previdentemente lasciato una piccola flotta a Bona, la raggiunge e, mentre l'Europa lo crede morto e si celebrano ovunque festeggiamenti, si dirige verso le Baleari dove attracca a Minorca, che riesce a conquistare con l'inganno. Mette a ferro e fuoco il porto e poi assale Mahón e la mette a sacco. La rocca si arrende ma sono uccisi 400 abitanti ed oltre 2000 sono condotti in schiavitù dall'isola di Minorca di cui 800 solo dalla città portuale: la loro vendita gli procurerà più di 500000 ducati sui mercati di Costantinopoli ed Alessandria. Anche il bottino (gioielli, stoffe preziose, polvere da sparo ed armi) è straordinariamente copioso.
A Costantinopoli viene accolto come un eroe, ricevendo diversi doni fra cui, nel 1535, un magnifico palazzo.
Nella campagna del 1537 devasta la costa della Puglia e cattura 10000 prigionieri. In agosto raggiunge Corfù, piazzaforte veneziana e vi sbarca, a meno di tre miglia dal castello, con 25000 uomini e 30 cannoni, tra cui il cannone più potente dell'epoca, che spara palle del peso di 50 libbre: in tre giorni sono tirati 19 colpi, dei quali solo cinque riescono a colpire la fortezza.
A causa del maltempo e a causa della precisione del fuoco dell'artiglieria veneziana che, tirando dalla fortezza, affonda 5 galee corsare e colpisce perfino la sua ammiraglia, Barbarossa decide di desistere.
Si dedica però alle isole minori dove conquista ricchi bottini e prigionieri a Malvasia, Nauplia, Sciro, Egina e Scopelo.
A settembre la campagna si conclude. Il bottino ammonta a 400000 pezzi d'oro, un migliaio di donne e 1500 giovani. In omaggio al sultano invia a Solimano 200 giovani vestiti di scarlatto, ciascuno dei quali porta una coppa d'oro e d'argento; altri 200 recano pezzi di fine drappo e 30 offrono altrettante borse ben fornite.
Nel 1538 affronta nuovamente Andrea Doria nella battaglia di Prevesa sulla costa albanese. Il Doria lo fronteggia con 80 galee veneziane, 36 pontificie, 30 spagnole, 50 galeoni e 200 altre navi da guerra, con a bordo 60000 uomini e 2500 cannoni ma il Barbarossa, che può contare su 130 galee e un'ottantina di vascelli minori, ha la meglio e cattura alcune galee genovesi e veneziane.

### Guerra d'Italia del 1542-1546
Nella primavera del 1543, a seguito dell'alleanza di Solimano con il re Francesco I di Francia durante la Guerra d'Italia del 1542-1546, il Barbarossa viene inviato a Marsiglia. Nel raggiungerla compie qualche scorreria sulle coste italiane. Si presenta minaccioso nello stretto di Messina: Diego Gaetani, governatore di Reggio Calabria, rifiuta di trattare, cerca, anzi, di reagire facendo tirare un colpo di artiglieria contro la sua flotta che uccide 3 suoi marinai. Il corsaro fa allora sbarcare 12000 uomini, bombarda la città e la conquista. È messa a sacco la rocca e tra i prigionieri vi è anche la figlia dello stesso Gaetani, di nome Flavia e dell'età di 18 anni. Il Barbarossa se ne invaghisce, l'ottiene in sposa nonostante la differenza d'età (ha 67 anni) e, come regalo di nozze, lascia liberi i genitori della donna risparmiando nel contempo alla città un feroce sacco.
Prosegue (saccheggiando le coste campane, mentre Nettuno ed Ostia riforniscono di viveri la sua flotta) verso la Provenza, dove fa base, prima di assediare Nizza che viene espugnata e saccheggiata; assale l'isola d'Elba come risposta ad una mancata richiesta di restituzione di un giovane, figlio di Sinan rais, da anni trattenuto a Piombino alla corte degli Appiano.
Il bottino sulle coste nizzarde e liguri (la stessa Genova paga un riscatto) è così ricco che il Barbarossa invia ad Algeri 25 galee cariche di bottino e a Costantinopoli 4 grosse navi, cariche di 5000 cristiani, tra cui 200 monache, razziate in vari conventi italiani, quale suo regalo personale di donne vergini a Solimano. Tra i prigionieri cristiani vi fu anche un prelato spagnolo, Giovanni Canuti (all'epoca vescovo di Cariati e Cerenzia), che morirà in schiavitù ad Algeri.
Il 24 giugno 1544, assaltò l'isola d'Ischia con un'ingente flotta equipaggiata con circa 14000 uomini. Fece una tale strage che Forio rimase per molto tempo spopolata, Barbarossa arrivò il 22 giugno nascondendo le navi dietro l'isola di Ventotene, in attesa della notte fonda. Poi si avvicinò silenziosamente all'isola d'Ischia radunando le circa 150 barche davanti alla Scannella (Panza). Gli aggressori sbarcarono contemporaneamente in più punti: sulla spiaggia di Citara, su quella dei Maronti ed in altri punti intermedi, sorprendendo gli sfortunati ischitani nel sonno. Fu una delle più orrende stragi avvenute sull'isola. È stato calcolato che furono presi prigionieri tra le 2500 e le 4000 persone che furono poi vendute nei mercati del Nord Africa. È da rilevare che per il gravoso problema che colpì l'intero Meridione per il riscatto degli schiavi, furono costituiti due ordini religiosi: i Trinitari ed i Mercedari.
Da quel giorno il 24 giugno a Forio si raccomanda di non andare a fare il bagno, perché "ce stanne 'e curtielle a mmare!" ( o "curtiegghie", come si dice a Forio). Nel luglio 1544 Barbarossa attaccò e saccheggiò Lipari e circa 8000 dei suoi abitanti furono catturati. Barbarossa morì nel 1546, a causa di un attacco di febbre gialla e fu sepolto a Beşiktaş, a nord di Istanbul, in una Türbe costruita dal famoso architetto Sinān.

## Nella cultura di massa
- Barbarossa è uno dei principali co-protagonisti del fumetto Dago, creato da Robin Wood, che narra le gesta di un avventuriero veneziano, Cesare Renzi "Dago", sullo sfondo delle tumultuose vicende europee della prima metà del Cinquecento.